# 焦諦卡
焦諦卡，（1947年8月5日—），緬甸森林禪師。1973年畢業於仰光理工學院電機工程系，其後出家。
焦諦卡禪師在澳洲指導禪修時作了11次演講，依《清淨道論》的十六觀智解釋了修四念住時內觀進展的各個階段。這些演講整理後成為《禪修之旅》。

## 著作

### 中譯本
- (PDF). 果儒譯. 大千出版社. 2007年8月  [2016-08-01]. ISBN 9789574471263. （原始内容存档 (PDF)于2018-12-20）.
- Snow in the Summer 舊譯本： (PDF). 果儒譯. 台北縣: 慈善精舍. 2009年  [2016-08-02]. OCLC 808655823. （原始内容存档于2016-08-21） （中文（繁體））. . 果儒法师译. 南方出版社. 2010年4月1日. ISBN 9787807606635 （中文（简体））. 新譯本：. 果儒譯. 心鼓手出版社. 2016年5月4日. ISBN 9789574473052 （中文（繁體））.
- . 劉宜霖譯. 心鼓手. 2010年4月28日. ISBN 978-957-447-187-4.

### 英文
- Sayadaw U. Jotika. . Rangoon: Gvattalac. 1999年  [2016-08-01]. OCLC 43707031. （原始内容存档于2021-03-08）.
- Sayadaw U. Jotika.  (PDF). Waterfall. 2005年  [2016-08-02]. ISBN 978-9839439984. （原始内容存档 (PDF)于2021-03-09）.

## 外部連結
- . Buddhachannel.   [2016-08-02]. （原始内容存档于2017-03-05）.（英文）
- YouTube上的Sayadaw U Jotika - Why you can not afford not to meditate (2003)（英文）